# Mistrzostwa Ameryki Południowej w Półmaratonie 2010
Mistrzostwa Ameryki Południowej w Półmaratonie – zawody lekkoatletyczne, które odbyły się 29 sierpnia 2010 roku w stolicy Peru – Limie.

## Rezultaty
| Konkurencja: | Złoto            | Wynik   | Srebro        | Wynik   | Brąz               | Wynik   |
| Mężczyźni    | Jhon Cusi        | 1:03:12 | Jaime Caldua  | 1:03:23 | Constantino León   | 1:03:53 |
| Kobiety      | Jimena Misayauri | 1:13:32 | Gladys Tejeda | 1:13:52 | Michele das Chagas | 1:14:36 |